# Peter Ueberroth
Peter Ueberroth (ur. 2 września 1937) – amerykański działacz sportowy. Przewodniczący komitetu organizacyjnego Letnich Igrzysk Olimpijskich 1984. Wobec sukcesu igrzysk uhonorowany tytułem Człowiek Roku tygodnika „Time” za rok 1984. Stał na czele Major League Baseball (Commissioner of Baseball) w latach 1984–1989. Był kandydatem na stanowiska gubernatora Kalifornii w wyborach 2003 (uplasował się na szóstym miejscu).